# 2'-O-metilació
La 2'-O-metilació és una modificació dels nucleòsids de l'ARN, en què s'afegeix un grup metil al grup 2'-hidroxil de la ribosa del nuceòsid. Els nucleòsids que presenten 2'-O-metilació, es troben en regions amb una funció essencial dels ribosomes i de l'espliceosoma. A més a més, la 2'-O-metilació de l'adenosina de l'ARN evita la seva conversió a inosina a causa de l'acció de l'adenosina desaminasa.